# Швелер
Швелерът (на немски: Schweller) е част от тръбния орган, служеша за постигане на крешендо и декрешендо. За първи път швелер е монтиран през 1712 от Ейбрахам Джордан (акордьор на органи) на органа в църквата „Св. Магнус“ в Лондон, Великобритания.
Швелерът представлява система от дървени летви, които могат да се отварят и затварят подобно на жалузи. Поставени са към един от мануалите (поради тази причина носещ названието швелверк) на някои от тръбните органи, строени след 18 век. Управлението се извършва с крак, посредством клапа, поставена в основата на шпилтиша, непосредствено над педалиерата. В редки случаи, при по-големите органи строени през Романтизма, с швелер разполагат и повече от един мануала. При повечето органи той е поставен пред регистрите на швелверка и е видим, но в някои случаи, при органите от 19 и 20 век, може да бъде разположен зад реда принципални тръби на фасадата.
По правило швелерът стои отворен когато изпълняваната музика не се изисква употребата му. Отворен се препоръчва да стои и когато органът не се използва, защото по този начин не се възпрепятства естествения въздушен поток и няма опасност от повишаване на температурата и разстройване на езичковеите тръби в швелверка.